# كارلو مارينو
كارلو مارينو هو سياسي إيطالي، ولد في 19 أكتوبر 1968 في كازيرتا في إيطاليا. نشط حزبياً في الحزب الديمقراطي. وقد انتخب mayor of Caserta ‏ (21 يونيو 2016 – ).